# Wielki George Foreman
Wielki George Foreman (ang. Big George Foreman) – amerykański film biograficzny z 2023 roku w reżyserii George’a Tillmana Jr. opowiadający o karierze sportowej pięściarza George’a Foremana. W głównej roli wystąpił Khris Davis. Film miał premierę 27 kwietnia 2023 roku.

## Fabuła
Historia sportowej kariery utytułowanego pięściarza George’a Foremana, dwukrotnego mistrza świata wagi ciężkiej, który po utracie tytułu wykorzystał drugą szansę od życia i w wieku 45 lat odzystał tytuł, co na tamten moment czyniło go najstarszym jego posiadaczem w historii boksu.

## Obsada
- Khris Davis jako George Foreman
- Forest Whitaker jako Charles "Doc" Broadus
- Sonja Sohn jako Nancy Foreman
- John Magaro jako Desmond
- Sullivan Jones jako Muhammad Ali
- Deion Smith jako Roy Foreman
- Shein Mompremier jako Paula
- Dwayne Barnes jako Dick Sadler
- Kernesha Miller jako Gloria Foreman
- Philip Fornah jako Sonny Foreman[1]

## Produkcja
Film kręcono w Nowym Orleanie w stanie Luizjana, Houston w stanie Teksas oraz w mieście Meksyk, stolicy Meksyku.

## Odbiór

### Box Office
Budżet filmu jest szacowany na 32 milionów dolarów. W Stanach Zjednoczonych film zarobił 5,4 mln USD. W innych krajach przychody wyniosły ponad 604 tys., a łączny przychód ze sprzedaży biletów około 6 milionów dolarów.

### Reakcja krytyków
Film spotkał się ze średnią reakcją krytyków. W agregatorze recenzji Rotten Tomatoes 41% z 51 recenzji uznano za pozytywne, a średnia ocen wyniosła 4,8 na 10. Z kolei w agregatorze Metacritic średnia ważona ocen z 11 recenzji wyniosła 45 punktów na 100.